# Lobophora unicolor
Lobophora unicolor là một loài bướm đêm trong họ Geometridae.